# Gazzman
Gazzman est un réalisateur de films pornographiques écossais, qui travaille essentiellement pour Harmony Films. Il a obtenu trois AVN Awards du meilleur réalisateur étranger.

## Récompenses
AVN Awards :
- 2004 : Meilleur réalisateur - Film étranger (Best Director - Foreign Release) pour Private Black Label 30: The Scottish Loveknot[1]
- 2011 : Meilleur réalisateur - Film non-scénarisé étranger (Best Director - Foreign Non-feature) pour Tori Black: Nymphomaniac[2]
- 2015 : Meilleur réalisateur - Film non-scénarisé étranger (Best Director - Foreign Non-feature) pour Young Harlots: Slutty Delinquents[3]